# 何宗
何 宗（か そう、生没年不詳）は、 中国後漢末期から三国時代の政治家。字は彦英。益州蜀郡郫県の人。子は何双。

## 事跡
広漢郡の任安に師事して図讖を究めた。同門に杜瓊がいたが、名声は何宗の方が勝っていたという。劉璋に仕え犍為太守となった。
劉備が益州を平定しその牧になると、何宗は招聘されて従事祭酒に任命された。後に図讖を引用し劉備に皇帝即位を促している。劉備が即位すると、何宗は大鴻臚に任ぜられた。
劉備の死後も引き続き劉禅に仕え、建興年間に三公の位を授かろうとし時、偶然死去した。後世に史料が散逸したため、陳寿の『三国志』では立伝されなかった。
楊戯の『季漢輔臣賛』においては「明真」（聡明にして誠実）と評価されている。
子の何双は滑稽な話術で知られ、淳于髠・東方朔の気風があった。双柏県長になったが、若くして死去した。
小説『三国志演義』では、劉備即位の際に名前が挙がるのみである。